# پادشاه گیومجی
گیئومجی گئومگوان گایا (درگذشته ۵۲۱) نهمین فرمانروای گئومگوان گایا، شهرستان-ایالت مرکزی کنفدراسیون گایا در کره باستان بود. او پسر پادشاه جیلجی و همسرش ملکه بانگوون بود. او با ملکه سوک که دختر ژنرال (گاکگان) چولچونگ بود ازدواج کرد. حاصل این ازدواج پسری به‌نام گوهیئونگ بود که بعنوان دهمین و واپسین فرمانروای پادشاهی تاجگذاری نمود.